# JEAN
JEAN (od JOSS Extended and Adapted for Nineteen-hundred) – konwersacyjny język programowania dostępny w takich systemach komputerowych jak ICL 1900 czy zgodna z nim Odra 1300. Stworzony został w 1968 r. przez ICL i był wzorowany na języku JOSS.
Praca w nim odbywać się mogła w 3 trybach:
- w trybie obliczeń bezzwłocznych, w którym polecenia wykonywane są natychmiast po wprowadzeniu,
- w trybie programowania, w którym wprowadzane polecenia są zapamiętywane jako program komputerowy do późniejszego wykonania,
- w trybie mieszanym.

Jako język interpretowany mógł on pracować:
- pod kontrolą systemu operacyjnego (MINIMOP, GEORGE 3),
- jako samodzielny, mały system operacyjny.

Po zgłoszeniu gotowości interpretera Jean wprowadzone polecenie wykonywało się natychmiast, chyba że zostało poprzedzone etykietą. W takim przypadku linia polecenia była zapamiętywana jako program. Etykieta w Jean składa się z 2 części rozdzielonych kropką: PART.STEP, gdzie PART i STEP to liczby całkowite. W języku Jean etykieta PART, która może obejmować całą grupę instrukcji, stanowi bezparametrową procedurę, którą można wywołać instrukcją wywołania DO. Natomiast etykieta STEP stanowi unikalną (w ramach sekcji PART) etykietę instrukcji do której można wykonać przejście instrukcją skoku TO.
Przykład:
```
1.1 DEMAND N
1.2 DEMAND A(I) FOR I=1(1)N
1.3 SET T=0
1.4 LET SUM(A,B)=A+B
1.5 DO PART 2 FOR I=1(1)N
1.6 TYPE T
2.1 SET T=SUM(T,A(I)) IF A(I)>0
DO PART 1
```